# Цао Сюецин
Цао Сюецин (на китайски: 曹雪芹, [tsʰǎu ɕɥètɕʰǐn]) е китайски писател и художник.
Роден е на 12 юли 1724 година в Нанкин в изпаднал в немилост род от етническата група хан, заемал малко по-рано висши длъжности в манджурската империя Цин. Прекарва по-голямата част от живота си в селска местност западно от столицата Пекин, живеейки в бедност и прехранвайки се с продажбата на свои рисунки. Остава известен с авторството на издадения посмъртно „Сън в алени покои“ („紅樓夢“), един от Четирите класически романа на китайската литература.
Цао Сюецин умира в Пекин около 1763 година.